# Виртуелна учионица за учење на даљину
Виртуелна учионица за учење на даљину или само Виртуелна учионица је концепт који се развија од осамдесетих година; Овај термин се приписује социологу Starr Roxanne Hiltz-у  која га дефинише као "употребу компјутерски посредоване комуникације за стварање електронског окружења сличног облицима комуникације који се обично јављају у конвенционалној учионици".
Кроз ово окружење људи могу приступити и развити низ радњи које су типичне за наставни процес лицем у лице, као што су разговор, читање докумената, извођење вежби, постављање питања, рад у тиму итд. Све то на симулиран начин без физичке интеракције између наставника и ученика.
У образовању на даљину виртуелна учионица има радикалан значај, јер је то простор у коме је концентрисан процес наставе и учења, као и учионица лицем у лице у школи или на универзитету. 

## Коришћење виртуелне учионице
Виртуелна учионица се може користити на два начина:
- Као допуна учионици лицем у лице.
- За наставу учења на даљину. [3]

## Предности виртуелне учионице
Образовање на даљину се јавља као образовни модалитет са потенцијалним могућностима прилагођавања променама које се дешавају у друштву, успостављању педагошке праксе која може да узме у обзир модификације у индивидуалној динамици чина учења, обим интерактивности који дозвољава нове електронске мреже и померање које све то представља за управљање образовним системима, у потрази за већом флексибилношћу, покривеношћу и ефикасним средствима обезбеђивања потребних начина социјализације. 
Виртуелна учионица се тренутно сматра најиновативнијим системом образовања на даљину, који има за циљ унапређење комуникације, подстицање интерактивног и персонализованог учења, критичку анализу, наглашавање тимског рада, путем Интернета (Росарио, 2007). 
Уграђивање информационо-комуникационих технологија (ИКТ) у образовни процес омогућава наставнику (фасилитатору) и ученику (учеснику) да се сретну у виртуелном окружењу, да спроводе активности које погодују учењу, без потребе за личним сусретом. 
Међу најважнијим предностима виртуелне учионице су:
- Значајно смањује трошкове образовања.
- Не захтева физички простор и спречава људе да путују.
- То даје веће могућности за учење онима који су најудаљенији од центара за обуку.
- Омогућава приступ курсевима са потпуном слободом распореда.
- Кооперативно окружење за учење и рад.
- Брзо и тачно дистрибуирајте информације свим учесницима.
- Припрема студента да се такмичи на тржишту рада на агилнији, бржи и ефикаснији начин.
- Претворите виртуелну наставу у праву опцију рада на даљину .
- Допуњен је, без сумње, едукацијом лицем у лице и већ познатим дидактичким ослонцима.

У периоду превентивне и обавезне социјалне изолације, образовне установе су у виртуелним платформама пронашле савезника да ефикасно наставе са радом. 